# Matilda The Musical di Roald Dahl
Matilda The Musical di Roald Dahl (Roald Dahl's Matilda the Musical) è un film del 2022 diretto da Matthew Warchus.
La pellicola è l'adattamento cinematografico dell'omonimo musical di Dennis Kelly e Tim Minchin, a sua volta tratto dal romanzo di Roald Dahl Matilde.

## Trama
In un ospedale pediatrico, nel bel mezzo di una folla di neogenitori festanti, i signori Wormwood sono sconvolti nell'apprendere di aspettare un figlio, che loro non desiderano affatto. Nove mesi dopo nasce una bambina, che i pestiferi genitori chiamano Matilda e che cresceranno nella totale incuria; ciononostante ,dodici anni dopo , quest'ultima diventa una ragazzina intelligente che adora leggere e inventare storie per Mrs Phelps, una simpatica bibliotecaria. Un giorno si presenta a casa Wormwood miss Jennifer Honey, una maestra di scuola elementare: poiché Matilda non ha mai ricevuto un'istruzione, la donna chiede ai genitori che le lascino frequentare l'istituto Crunchem Hall, dove lei lavora. Mr Wormwood accetta per non dover pagare una multa, ma chiede alla crudele direttrice miss Trunchbull di essere particolarmente severa con sua figlia. Per punire suo padre, Matilda gli combina uno scherzo che lo porta a tingersi i capelli di verde.
La mattina del suo primo giorno di scuola, Matilda racconta a Mrs Phelps una storia d'amore di sua invenzione, che vede protagonisti un'acrobata e un escapologista; tuttavia non riesce a inventarsi il finale ed è costretta a lasciare la fiaba in sospeso. Durante la lezione di miss Honey, Matilda risolve una complessa equazione: stupita dalla sua intelligenza, la maestra chiede a miss Trunchbull di trasferire la bambina in una classe superiore, ma la direttrice rifiuta di contravvernire alle rigide regole con cui governa la sua scuola. Di ritorno a casa, scoppia un diverbio tra Matilda e suo padre, al termine del quale l'uomo strappa un libro preso in prestito da mrs Phelps; Matilda lo punisce nuovamente incollandogli il cappello in testa.
A scuola Matilda diventa molto popolare dopo aver protetto un suo compagno da un'ingiusta punizione; la ragazzina assiste inoltre alle crudeltà di miss Trunchbull, che arriva a usare una bambina come peso da lanciare per allenarsi. La direttrice inizia a nutrire antipatia verso Matilda, e tenta di incolparla per aver mangiato una fetta della sua torta al cioccolato. Quando si fa avanti il vero responsabile, Bruce Bogtrotter, miss Trunchbull gli promette che non lo punirà se riuscirà a mangiarsi l'intera torta. Incoraggiato dai suoi compagni e da miss Honey, il bambino riesce a finire la torta, ma miss Trunchbull lo chiude lo stesso nello Strozzatoio, un cubicolo pieno di spuntoni che la donna usa per punire gli studenti. Matilda tenta di opporsi alla direttrice, senza tuttavia riuscirci.
Matilda continua la storia che stava narrando a mrs Phelps: l'acrobata scopre di essere incinta, ma viene costretta dalla sua perfida sorellastra a eseguire un numero pericolosissimo che la porta a rimanere gravemente ferita; prima di morire, la donna dà alla luce una bambina. Rimasto solo, l'escapologista perdona la sorellastra e le chiede di aiutarlo a crescere la bambina, ma la crudele donna incolpa sua nipote della morte di sua madre e la maltratta di continuo; mrs Phelps si aspetta un lieto fine, ma Matilde scopre di non essere capace di inventarlo e lascia di nuovo la storia in sospeso. Tornata a casa, Matilda critica suo padre per la sua attività truffaldina di venditore d'auto; per punirla, l'uomo la rinchiude in soffitta. Qui Matilda inventa il finale della sua storia, tutt'altro che lieto: l'escapologista scopre i maltrattamenti della sorellastra verso sua figlia e corre a chiederle giustizia, ma scomparirà misteriosamente per non fare mai più ritorno.
Il giorno dopo miss Trunchbull decide di sedare gli istinti rivoltosi dei bambini, costringendoli a una gara di esercizi ginnici contro di lei. Un'amica di Matilda nasconde un tritone nella brocca d'acqua della direttrice, cosa per la quale viene incolpata Matilda; mentre la donna si dirige furiosa verso di lei, Matilda scopre di poter muovere a suo piacimento l'animale con la forza del pensiero, allontanando così la direttrice. Matilda rivela questo segreto a miss Honey, che la invita a parlarne davanti a un thè
nel suo cottage. Qui Matilda scopre che la storia da lei inventata è vera e riguarda i genitori di miss Honey; la sorellastra cattiva è inoltre miss Trunchbull, che ha rubato tutti gli averi di famiglia di miss Honey costringendola a vivere in povertà. Furibonda, Matilda giura vendetta contro la direttrice e inizia usando i suoi poteri per distruggere lo Strozzatoio. Tornata a casa, tuttavia, scopre che i loschi affari di suo padre lo hanno messo in pericolo e la famiglia dovrà presto fuggire in Spagna: la bambina è disperata di non poter mai più vedere Miss Honey, Mrs Phelps e i suoi compagni di scuola.
A scuola mrs Trunchbull, impazzita dopo la distruzione dello Strozzatoio, dice che punirà tutti gli alunni che non sapranno rispondere alle sue impossibili domande. I bambini, ormai decisi a ribellarsi, sbagliano di proposito le risposte in modo che la Trunchbull non possa rinchiudere tutti nello Strozzatoio: la direttrice rivela perciò di aver costruito un nuovo Strozzatoio per ciascuno di loro. Matilda usa allora la telecinesi per fingere di evocare lo spirito del padre di miss Honey: dopo aver umiliato miss Trunchbull, Matilda la lancia fuori dalla scuola e miss Honey la scaccia per sempre, non prima di averle tolto le chiavi della scuola e della casa di suo padre. Dopo la fuga di miss Trunchbull, gli alunni prendono possesso della scuola e distruggono la statua della perfida direttrice che campeggiava nel cortile.
Mentre tutti festeggiano, i genitori di Matilda arrivano per portarla via, ma miss Honey propone di adottare Matilda perché resti sempre con lei. I genitori, pur riluttanti, acconsentono, e Matilda usa un'ultima volta il suo potere per staccare il cappello dalla testa di suo padre, dimostrando di averlo perdonato. Miss Honey diventa la nuova direttrice dell'istituto, che diventa un enorme parco divertimenti; mrs Phelps gioisce nello scoprire per il lieto fine della storia di Matilda e si rallegra per la felicità che la bambina e la sua nuova mamma hanno finalmente ottenuto.

## Produzione

### Sviluppo
Il 15 novembre 2013 è stato annunciato che Matthew Warchus e Dennis Kelly, rispettivamente regista e librettista del musical teatrale, avrebbero curato un adattamento cinematografico di Matilda the Musical. Nel 2016 il compositore Tim Minchin ha annunciato che il progetto era in via di sviluppo e che sarebbe stato realizzato nei quattro o cinque anni successivi. Il 28 gennaio 2020 la Working Title Films ha annunciato che avrebbe prodotto il film, che sarebbe stato distribuito da Netflix e Sony Pictures Releasing. Per l'occasione Tim Minchin avrebbe scritto alcune canzoni originali.
Il 4 maggio 2020 è stato annunciato che Ralph Fiennes avrebbe interpretato il ruolo en travesti della preside Trinciabue, ma nel gennaio successivo è stato confermato che il personaggio sarebbe stato interpretato da Emma Thompson. Sempre il 14 gennaio 2021 è stata confermata la partecipazione al film di Lashana Lynch nel ruolo di Miss Honey; tre mesi più tardi Stephen Graham, Andrea Riseborough e Sindhu Vee furono scritturati in ruoli secondari.

### Riprese
Inizialmente previste tra l'agosto e il dicembre 2020, le riprese del film sono state posticipate al maggio 2021 a causa della pandemia di COVID-19. Le riprese si sono svolte in Irlanda.

## Promozione
Il primo teaser trailer del film è stato pubblicato il 15 giugno 2022. Il trailer ufficiale, invece, il 13 ottobre 2022. 

## Distribuzione
La prima del film è avvenuta il 5 ottobre 2022 in occasione del BFI London Film Festival. L'esordio nelle sale britanniche e irlandesi è previsto per il 2 dicembre 2022, mentre negli Stati Uniti il film è disponibile in distribuzione limitata dal 9 dicembre prima di esordire su Netflix il giorno di Natale.

## Accoglienza
Il film ha ricevuto un'accoglienza mista da parte della critica e del pubblico. Al momento, ha incassato circa 37,3  milioni di dollari a livello mondiale, dimostrando un buon successo commerciale, specialmente tra i fan del musical originale e le famiglie. Su Rotten Tomatoes, il film ha ottenuto un punteggio di circa il 93%, basato su 97 recensioni. La critica ha generalmente apprezzato le performance degli attori e la fedeltà allo spirito del musical teatrale, anche se alcuni hanno evidenziato alcune scelte di regia e adattamento. Il pubblico ha invece mostrato un apprezzamento complessivo positivo, soprattutto tra gli spettatori più giovani e le famiglie. La colonna sonora e le coreografie sono state spesso elogiate come punti di forza del film .